# Reith bei Seefeld
Reith is een gemeente in het district Innsbruck Land van de Oostenrijkse deelstaat Tirol.
De gemeente ligt aan de voet van de 2374 meter hoge Reither Spitze aan de zuidrand van het Seefelder Plateau en reikt tot over het Inndal. Een straat vanuit dit Inndal over de Zirler Berg zorgt voor de bereikbaarheid van de gemeente. De gemeente omvat de nederzettingen Auland, Gschwandt, Krinz, Leithen, Mühlberg en het hoofddorp Reith.
De naam van de gemeente is ontstaan gedurende de bloeitijd van de Middeleeuwen en refereert aan een ontginningsproces. De naam betekent dan ook zoiets als ontboste plek. Reeds in 1350 werd op het gemeentegebied van Reith steenolie gewonnen. Het wordt in de Maximilianshut als geneesmiddel verwerkt.
Reith is een toeristenoord dicht bij Seefeld. De gemeente is bereikbaar via de Mittenwaldspoorlijn met de stations Leithen en Reith.